# オドランカランドのメリーゴーランド
『オドランカランドのメリーゴーランド』はT-Pistonz+KMCの4枚目のオリジナルアルバム。2013年11月27日にFRAMEから発売。品番はCD＋DVD盤がAVCD-55053/B。通常盤がAVCD-55054。
CD＋DVD盤には2012年12月24日に行われた「T-Pistonz+KMC LIVE TPKing Vol.3〜一年ぶりのクリスマス〜」のライブ映像3曲が収録されているDVDが同梱。

## 収録曲
1. ネップウ!ファイヤーバード2号
  - 作詞・作曲：TPK、編曲：菊谷知樹、ブラスアレンジ：竹上良成
  - ニンテンドー3DSソフト『イナズマイレブンGO2 クロノ・ストーン ネップウ』OPテーマ
2. CD〜サイクリング☆ディスコ〜 / トン・ニーノ
  - 作詞・作曲：山崎徹、編曲：菊谷知樹
3. ライメイ!ブルートレイン
  - 作詞：TPK、作曲：山崎徹&KMC、編曲：菊谷知樹、ブラスアレンジ：竹上良成
  - テレビ東京系列アニメ『イナズマイレブンGO クロノ・ストーン』OPテーマ（36話〜51話）
  - ニンテンドー3DSソフト『イナズマイレブンGO2 クロノ・ストーン ライメイ』OPテーマ
4. 花咲く金曜日☆彡 / ヒロシ・ドット
  - 作詞・作曲：山崎弘、編曲：菊谷知樹
5. 新時代つくリーヨ!
  - 作詞：TPK、作曲：山崎徹&KMC、編曲：菊谷知樹、ブラスアレンジ：竹上良成
  - Wiiソフト『イナズマイレブンGO ストライカーズ2013』OPテーマ
6. Hello.tomorrow,Good-bye.yesterday, / KMC
  - 作詞・作曲：KMC、編曲：KMC・菊谷知樹・佐藤五魚
7. ネップウ!ファイヤーバード
  - 作詞・作曲：TPK、編曲：菊谷知樹、ブラスアレンジ：竹上良成
8. どんな日も○!
  - 作詞：TPK、作曲：山崎弘&KMC、編曲：菊谷知樹
9. 伝えたいことがある
  - 作詞：TPK、作曲：山崎徹、編曲：菊谷知樹
10. 良かったナッ!
  - 作詞・作曲：山崎徹&KMC、編曲：菊谷知樹、ブラスアレンジ：竹上良成
  - ニンテンドー3DSソフト『イナズマイレブン1・2・3!! 円堂守伝説』オリジナルテーマ曲
11. 地球を回せっ!
  - 作詞・作曲：TPK、編曲：菊谷知樹
  - テレビ東京系列アニメ『イナズマイレブンGO ギャラクシー』OPテーマ（18話〜）

## 参加ミュージシャン
TPK
トン・ニーノ : Lead Vocal
ヒロシ・ドット : Side Vocal
KMC : Rap, Programming(#6)

佐野康夫 : Drums(#1, 3, 5, 7, 10, 11)
高木貴司 : Drums(#4, 8, 9)
スティング宮本 : Bass(#1, 3, 5, 7, 10, 11)
藤田哲也 : Bass(#4, 8, 9)
五十嵐宏治 : Keyboards(#1), Piano(#3, 5, 7, 10, 11), Moog Synthesizer(#11)
佐藤五魚 : Piano(#4, 6, 8, 9), Clavinet(#4), Programming(#6), Organ(#8)
坂井”Lambsy”秀彰 : Percussion(#1, 10)
鈴木正則 : Trumpet(#1, 3, 5, 7, 10)
佐藤洋樹 : Trombone(#1, 5, 7)
鹿討奏 : Trombone(# 3, 10)
竹上良成 : Saxphone(#1, 3, 5, 7, 10)
菊谷知樹 : Guitar(except #6), Programming

### DVD（CD＋DVD盤）
1. 初心をKEEP ON! (2012.12.24@横浜BLITZ)
2. 成せば成るのさ 七色卵 (2012.12.24@横浜BLITZ)
3. 僕らのゴォール! (2012.12.24@横浜BLITZ)